# Retour en Normandie
Pour plus de détails, voir Fiche technique et Distribution.
Retour en Normandie est un documentaire français réalisé par Nicolas Philibert sorti en 2007.

## Synopsis
Trente ans après le tournage de Moi, Pierre Rivière, ayant égorgé ma mère, ma sœur et mon frère..., de René Allio, dont il était assistant réalisateur, Nicolas Philibert revient voir les paysans qui avaient joué pour ce film.

## Fiche technique
- Titre : Retour en Normandie
- Réalisation : Nicolas Philibert
- Production : Gilles Sandoz, Serge Lalou
- Société de production : Maïa Films, Les Films d'ici, Arte France cinéma
- Musique : Jean-Philippe Viret et André Veil
- Image : Katell Djian
- Montage : Nicolas Philibert et Thaddée Bertrand
- Pays d'origine :  France
- Format : couleur - 35 mm - Dolby SRD
- Genre : documentaire
- Durée : 113 minutes
- Date de sortie : 3 octobre 2007

## Intervenants
| - Joseph et Marie-Louise Leportier - Nicole Picard - Gilbert et Blandine Peschet - Annick et Michel Bisson - Jacqueline Millère - Anne, Catherine, Christophe, Olivier Pierre et Yvonne Borel | - Charles et Annie Lihou - Roger Peschet et Caroline Itasse - Janine Callu - Nicole Cornué - Bruno Gahéry - Claude Hébert |